# Tradition smarta

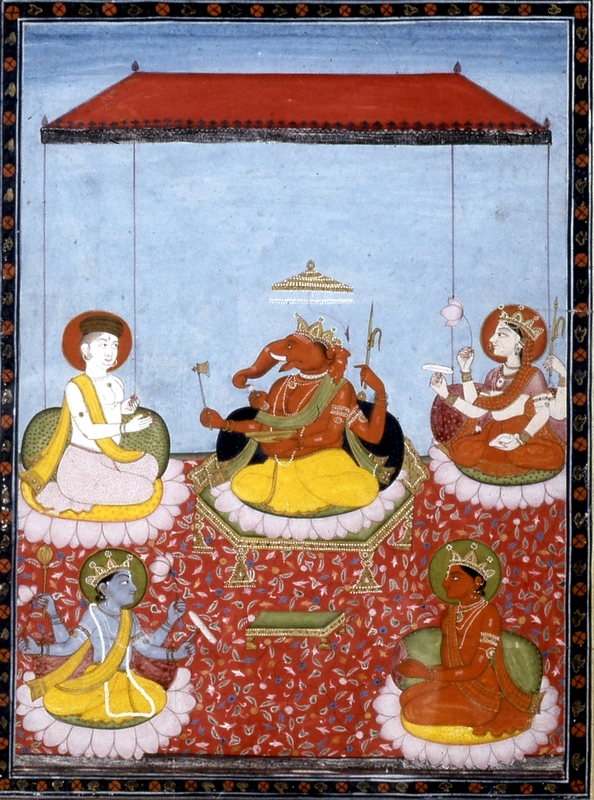
Les cinq divinités primordiales des Smarta : Ganesha (centre) avec Shiva (en haut à gauche), Devi ou Durga (en haut à droite), Vishnu (en bas à gauche) et Surya (en bas à droite).

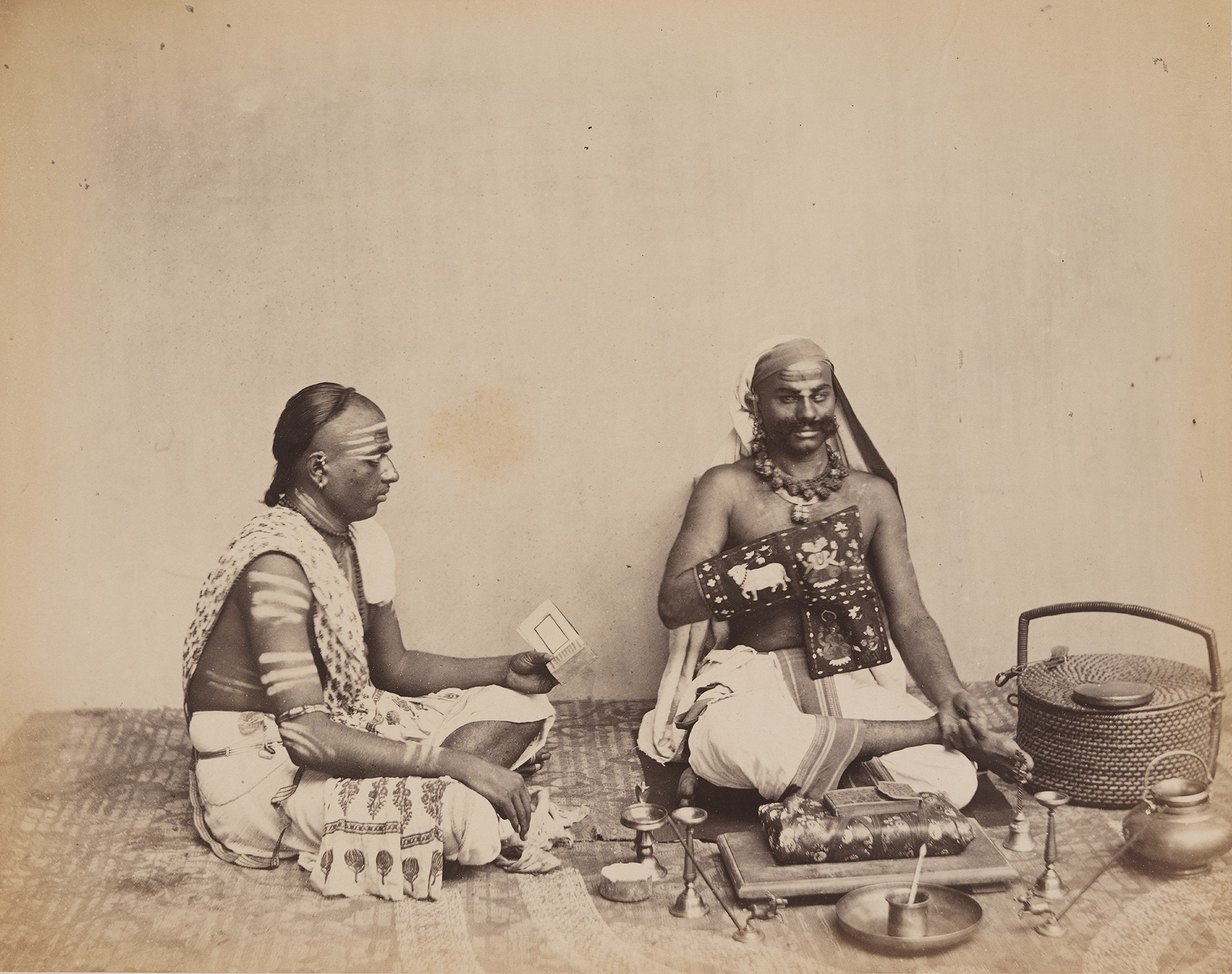
Brâhmanes smartas en Inde occidentale (1855-1862).

La tradition smarta est un mouvement de l'hindouisme, considérant à égalité les cinq divinités que sont Shiva, Vishnou, Ganesh, Surya et Devi (la Déesse) comme des représentants de Brahman. « Elle renvoie de manière privilégiée aux brahmanes qui, parce qu'ils font de la smrti (la tradition d'origine humaine basée sur la Révélation du Veda) l'autorité absolue, sont qualifiés d'« orthodoxes » dans la littérature indianiste». Ce mouvement se réfère à l'Advaita Vedanta et son principal maître est Adi Shankaracharya.